# St. Johannes vor dem Lateinischen Tore (Sieglar)

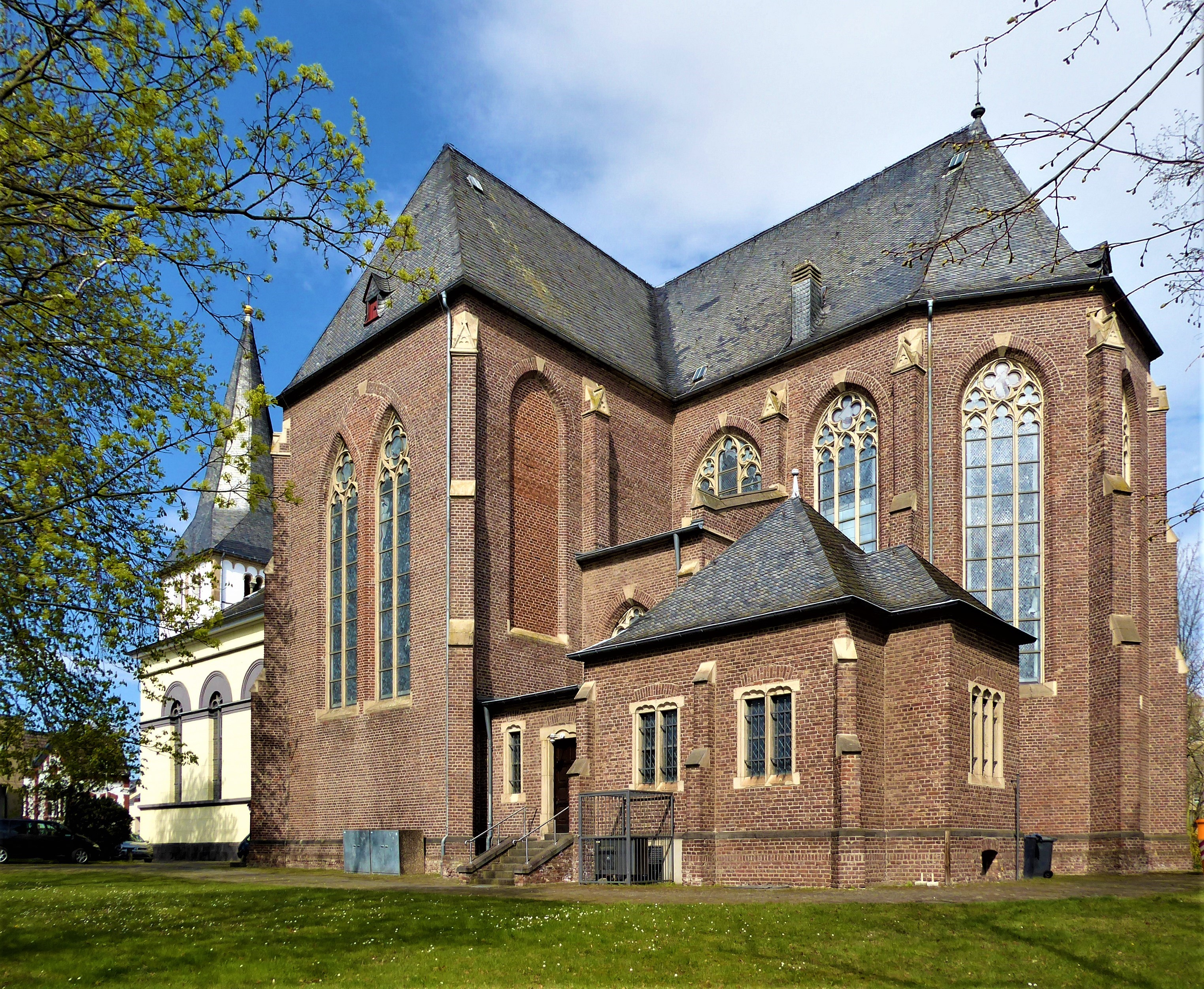
Kirche St. Johannes vor dem Lateinischen Tore

St. Johannes vor dem Lateinischen Tore ist die römisch-katholische Pfarrkirche von Sieglar, einem Stadtteil von Troisdorf im nordrhein-westfälischen Rhein-Sieg-Kreis. Die Kirche steht als Baudenkmal unter Denkmalschutz.

## Geschichte

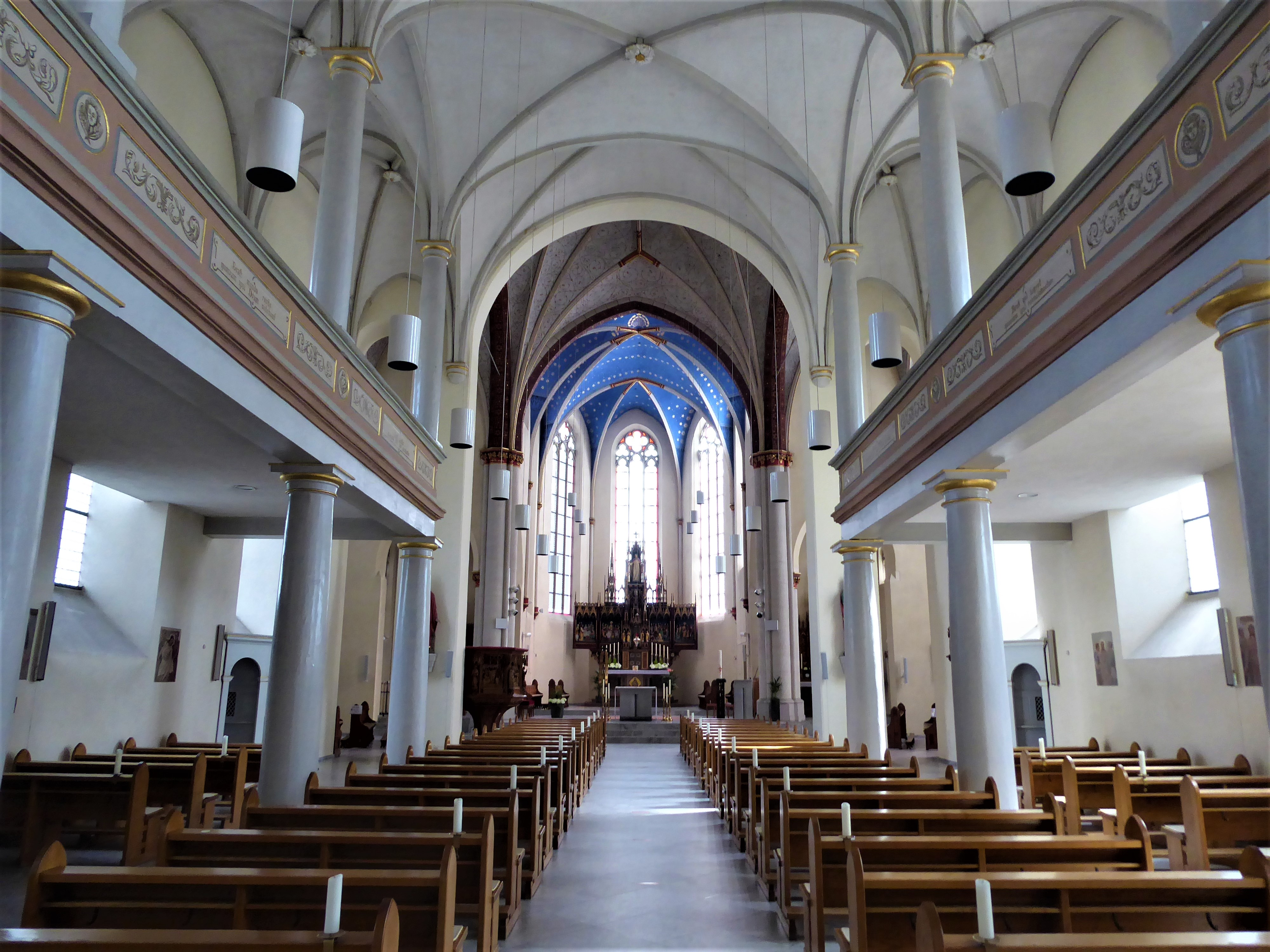
Inneres Richtung Chor

Die Kirche befand sich ursprünglich je zur Hälfte im Besitz der Abtei Siegburg und des Cassius-Stiftes (Bonn). Ältester Teil der Kirche ist der romanische viergeschossige Westturm aus dem 12./13. Jahrhundert. 
Im 18. Jahrhundert wechselte das Patrozinium des Gotteshauses von Johannes dem Täufer zu St. Johannes vor dem Lateinischen Tore. Dabei handelt es sich um ein Patrozinium von Johannes, dem Apostel und Evangelisten, der nach einer Legende vor der Porta Latina in Rom ein (überlebtes) Martyrium erlitten haben soll. Gedenktag ist der 8. Mai.
Das Langhaus der Kirche wurde 1822/23 durch einen klassizistischen Neubau ersetzt, dem 1901/02 ein neugotischer Chor angefügt wurde. Eine grundlegende Restaurierung endete im Jahr 1979 (Schulte 1980).

## Ausstattung
Bedeutendstes Ausstattungsstück der Kirche ist der romanische Taufstein aus Trachyt vom Anfang des 13. Jahrhunderts mit halbkugelförmigem Becken mit Rundbogenfries und reich ornamentiertem Blattwerkrand, getragen von Ecksäulchen.

### Kirchenfenster

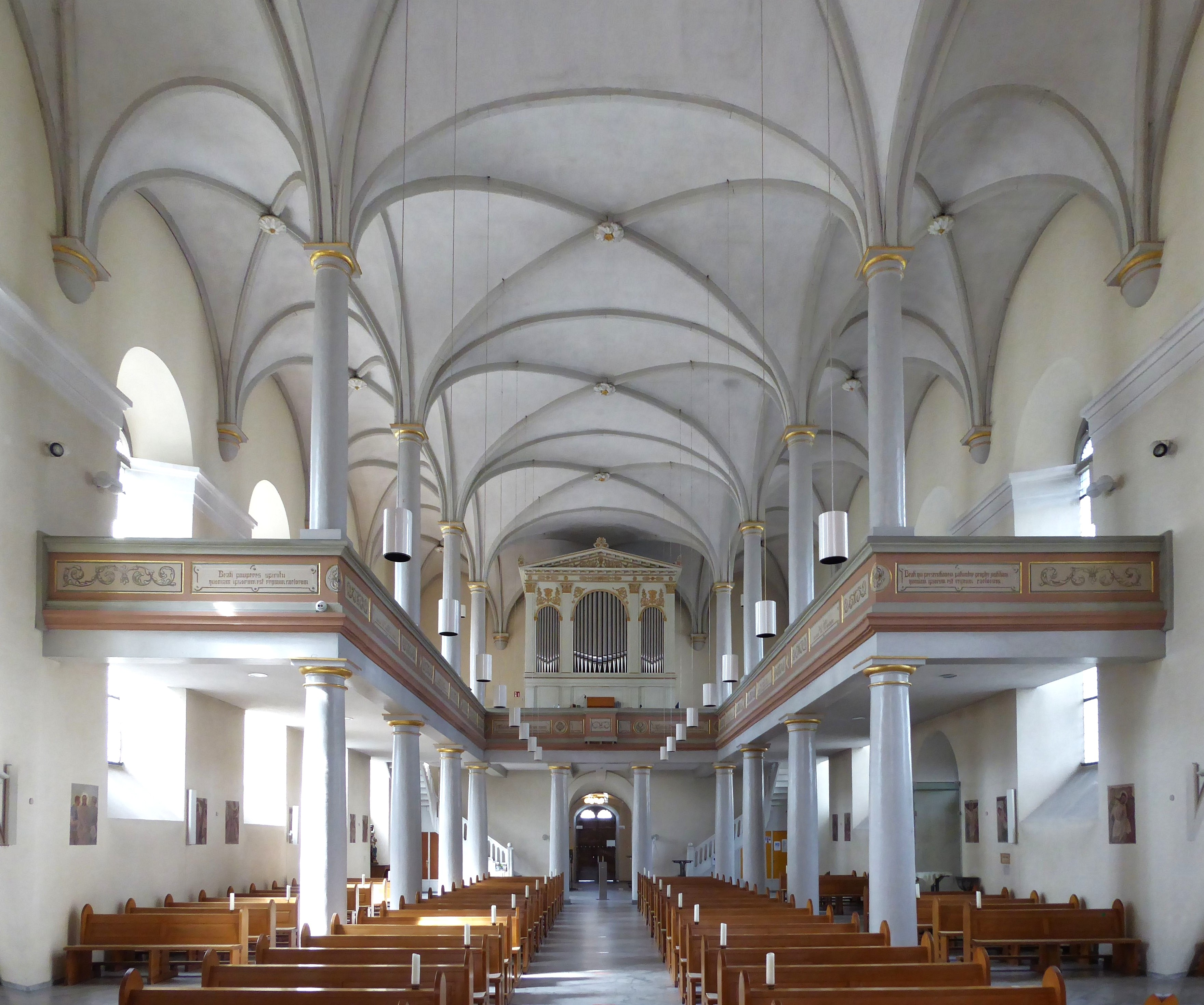
Kirchenschiff und Orgelempore

Die Antikglas-Fenster im klassizistischen Langhaus stammen aus dem Jahr 1932 und wurden von dem Bonner Glasmaler Gerhard Jörres entworfen. Die Fenster in Chor und Querschiff wurden zwischen 1979 und 1989 nach Entwürfen von Johannes Schreiter eingebaut. Schreiter entwarf auch das Fenster der Chorkapelle mit Fragmenten einer Kreuzigungsgruppe, die in der Erbauungszeit des neugotischen Chors (1902) bei Hertel und Lerch in Düsseldorf entstanden war.

### Orgel
Die Orgel auf der rückwärtigen Empore wurde 2001 von Orgelbau Romanus Seifert & Sohn in ein historisches Gehäuse von Heinrich Brinkmann aus dem Jahr 1844 eingebaut. Eine schon vorhandene Chororgel der Orgelwerkstatt Johannes Klais Orgelbau aus dem Jahr 1956 wurde in das Werk integriert. Das gesamte Orgelwerk verfügt damit über 46 Register auf vier Manualen und Pedal.

### Kirchenglocken
Unter den vier Kirchenglocken aus Bronze im Turm der Johanneskirche befindet sich eine namenlose historische aus dem Jahr 1838, während die anderen in den Jahren 1950 und 1952 gegossen wurden.
| Glocke | Name             | Gießer                           | Gussjahr | Durchmesser | Masse ≈ | Schlagton (HT-1/16) |
| ------ | ---------------- | -------------------------------- | -------- | ----------- | ------- | ------------------- |
| 1      | Johannes         | Glockengießerei Otto, Hemelingen | 1952     | 1400 mm     | 1800 kg | d’-2                |
| 2      | Maria            | Glockengießerei Otto, Hemelingen | 1950     | 1190 mm     | 1000 kg | f ’-2               |
| 3      | Johannes         | Glockengießerei Otto, Hemelingen | 1950     | 1060 mm     | 0745 kg | g’-1                |
| 4      | (SANCT JOHANNES) | Georg Claren, Sieglar            | 1838     | 0880 mm     | 0450 kg | a’-3                |